# Port lotniczy Walencja
Port lotniczy Walencja – międzynarodowy port lotniczy położony 8 km na zachód od centrum Walencji. Jest drugim co do wielkości (zaraz po Alicante-Elche) portem lotniczym we wspólnocie autonomicznej Walencja. W 2023 roku obsłużył około 10 mln pasażerów.

## Linie lotnicze i połączenia
| Linia Lotnicza                | Kierunek |
| ----------------------------- | --- |
| Aegean Airlines               | Sezonowo: 1. Ateny |
| Air Algerie                   | Sezonowo: 1. Algier |
| Air Arabia                    | 1. Tanger |
| Air Cairo                     | 1. Kair 2. Hurghada 3. Luksor |
| Air Europa                    | 1. Madryt 2. Palma de Mallorca |
| Air France                    | 1. Paryż-Charles de Gaulle |
| Air Serbia                    | 1. Belgrad |
| Air Baltic                    | Sezonowo: 1. Ryga |
| Austrian Airlines             | Sezonowo: 1. Wiedeń |
| British Airways               | 1. Londyn-Heathrow |
| Brussels Airlines             | Sezonowo: 1. Bruksela |
| Dan Air                       | 1. Braszów 2. Bukareszt |
| EasyJet                       | 1. Berlin 2. Lizbona 3. Londyn-Gatwick Sezonowo: 1. / Bazylea 2. Genewa |
| Eurowings                     | 1. Düsseldorf Sezonowo: 1. Kolonia/Bonn 2. Hamburg 3. Praga (od 1 kwietnia 2024) 4. Stuttgart |
| FlyOne                        | Sezonowo: 1. Kiszyniów |
| Iberia                        | 1. Barcelona 2. Bilbao 3. Ibiza 4. Madryt 5. Malaga 6. Menorka 7. Palma de Mallorca 8. Sewilla Sezonowo: 1. Asturia 2. Badajoz 3. Fuerteventura 4. Madera 5. Jerez 6. Lanzarote 7. Nicea 8. Teneryfa-Północ 9. Vigo |
| KLM                           | 1. Amsterdam |
| Lufthansa                     | 1. Frankfurt 2. Monachium |
| Luxair                        | Sezonowo: 1. Luksemburg |
| Royal Air Maroc Express       | 1. Casablanca |
| Ryanair                       | 1. Agadir 2. Bari 3. Paryż-Beauvais 4. Mediolan-Bergamo 5. Berlin 6. Birmingham (od 30 października 2023) 7. Bolonia 8. Bordeaux 9. Bristol 10. Bruksela 11. Budapeszt 12. Cagliari 13. Bruksela-Charleroi 14. Kolonia/Bonn 15. Cork 16. Dublin 17. Edynburg 18. Eindhoven 19. Faro 20. Fez 21. Fuerteventura 22. Gran Canaria 23. Ibiza 24. Karlsruhe/Baden-Baden 25. Kraków 26. Lanzarote 27. Lizbona 28. Londyn-Stansted 29. Malaga 30. Manchester 31. Marrakesz 32. Marsylia 33. Memmingen 34. Mediolan-Malpensa 35. Nantes 36. Neapol 37. Norymberga 38. Palermo 39. Palma de Mallorca 40. Piza 41. Porto 42. Rzym-Fiumicino 43. Santander 44. Santiago de Compostela 45. Sewilla 46. Sztokholm-Arlanda 47. Tanger 48. Teneryfa-Południe 49. Teneryfa-Północ 50. Tuluza 51. Treviso 52. Triest 53. Turyn 54. Wiedeń 55. Warszawa-Modlin (od 30 października 2023) 56. Wrocław (od 29 października 2023) Sezonowo: 1. Belfast-International 2. Billund 3. East Midlands 4. Frankfurt-Hahn 5. Hamburg 6. Malta 7. Menorka |
| Scandinavian Airlines System  | Sezonowo: 1. Oslo-Gardermoen |
| Smartwings                    | 1. Praga |
| Swiss International Air Lines | 1. Genewa 2. Zurych |
| TAP Portugal                  | 1. Lizbona |
| Transavia.com                 | 1. Amsterdam 2. Eindhoven 3. Paryż-Orly 4. Rotterdam Sezonowo: 1. Lyon |
| Turkish Airlines              | 1. Stambuł |
| Volotea                       | 1. La Coruña 2. Asturia 3. Bilbao 4. Lyon 5. San Sebastián Sezonowo: 1. Olbia |
| Vueling Airlines              | 1. Algier 2. Amsterdam 3. Bilbao 4. Barcelona 5. Bruksela 6. Gran Canaria 7. Lanzarote 8. Lizbona 9. Londyn-Gatwick 10. Palma de Mallorca 11. Paryż-Orly 12. Rzym-Fiumicino 13. Sewilla 14. Teneryfa-Północ Sezonowo: 1. Ibiza 2. Menorka |
| Wizz Air                      | 1. Bukareszt 2. Kluż-Napoka 3. Kraków (od 3 grudnia 2023) 4. Rzym-Fiumicino 5. Sofia 6. Timișoara 7. Tirana (od 19 grudnia 2023) 8. Warszawa-Okęcie 9. Wrocław (od 30 października 2023) |